# 穆漢加縣

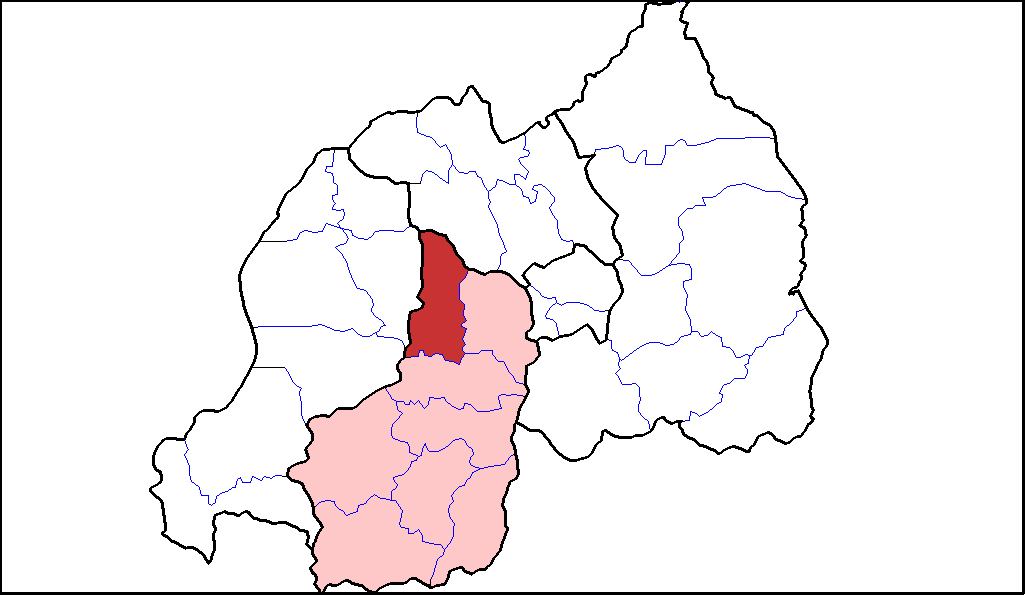

02°05′S 29°45′E / 2.083°S 29.750°E
穆漢加縣，是盧旺達的縣份，位於該國南部，由南部省負責管轄，首府設於尼亞馬布耶，面積648平方公里，2012年人口319,141，人口密度每平方公里490人。